# Distretto di Yalıhüyük
Il distretto di Yalıhüyük (in turco Yalıhüyük ilçesi) è uno dei distretti della provincia di Konya, in Turchia.